# سانتپدر
سانتپدر (به اسپانیایی: Santpedor) یک شهرستان در اسپانیا است که در استان بارسلون واقع شده‌است.

## خصوصیات
سانتپدر ۱۶٫۶۰ کیلومترمربع مساحت و ۶٬۸۷۵ نفر جمعیت دارد و ۳۳۶ متر بالاتر از سطح دریا واقع شده‌است.